# Andromaca (Feo)
Andromaca è un dramma per musica in tre atti composto da Francesco Feo su libretto di Apostolo Zeno, già messo in musica da Antonio Caldara.
Fu rappresentato per la prima volta al Teatro Valle di Roma il 5 febbraio 1730. Fu dedicato "all'eminentissimo, e reverendissimo principe il signor cardinale Niccolò Coscia".
Una copia manoscritta della partitura è conservata presso l'Archivio di Stato di Bologna.